# Ronde van Guangxi 2023 (mannen)
De Ronde van Guangxi 2023 werd verreden van 12 tot en met 17 oktober in de Chinese autonome regio Guangxi. Het was de vierde editie van deze meerdaagse etappekoers. De ronde was de laatste wedstrijd op de UCI World Tour 2023-kalender. De titelhouder, Enric Mas, was afwezig. Hij werd opgevolgd door de Nederlander Milan Vader.

## Deelnemende ploegen
Er stonden veertien UCI World Tour-teams van dit seizoen aan de start, aangevuld met drie Pro Tour-teams en de nationale selectie van China. Bijna elke ploeg bestond uit zeven renners, wat het totaal op 114 bracht.
| UCI World Tour 2023-team                                                                                            | UCI World Tour 2023-team                                                                                        | Pro Tour                              | Nationale selectie |
| --- | --- | ------------------------------------- | ------------------ |
| Arkéa-Samsic Alpecin-Deceuninck Bahrain-Victorious BORA-hansgrohe Cofidis INEOS Grenadiers Intermarché-Circus-Wanty | EF Education-EasyPost Movistar Team Jumbo-Visma Lidl-Trek Team DSM-Firmenich Team Jayco AlUla UAE Team Emirates | Israel-Premier Tech Lotto-Dstny Tudor | China              |

## Etappe-overzicht
| Etappe | Datum      | Start   | Finish        | Afstand  | Type       | Winnaar               | Klassementsleider |
| ------ | ---------- | ------- | ------------- | -------- | ---------- | --------------------- | ----------------- |
| 1e     | 12 oktober | Beihai  | Beihai        | 135,6 km | Vlakke rit | Elia Viviani          | Elia Viviani      |
| 2e     | 13 oktober | Beihai  | Qinzhou       | 149,6 km | Vlakke rit | Jonathan Milan        | Jonathan Milan    |
| 3e     | 14 oktober | Nanning | Nanning       | 134,3 km | Heuvelrit  | Olav Kooij            | Dries De Bondt    |
| 4e     | 15 oktober | Nanning | Mashan County | 161,4 km | Bergrit    | Milan Vader           | Milan Vader       |
| 5e     | 16 oktober | Liuzhou | Guilin        | 209,6 km | Heuvelrit  | Juan Sebastián Molano | Milan Vader       |
| 6e     | 17 oktober | Guilin  | Guilin        | 168,3 km | Heuvelrit  | Olav Kooij            | Milan Vader       |

## Klassementsleiders na elke etappe
| Etappe | Winnaar               | Algemeen klassement · | Sprintklassement · | Bergklassement · | Jongerenklassement · | Ploegenklassement  |
| ------ | --------------------- | --------------------- | ------------------ | ---------------- | -------------------- | ------------------ |
| 1      | Elia Viviani          | Elia Viviani          | Elia Viviani       | Frederik Wandahl | Jonathan Milan       | Alpecin-Deceuninck |
| 2      | Jonathan Milan        | Jonathan Milan        | Jonathan Milan     | Frederik Wandahl | Jonathan Milan       | INEOS Grenadiers   |
| 3      | Olav Kooij            | Dries De Bondt        | Dries De Bondt     | Frederik Wandahl | Jonathan Milan       | INEOS Grenadiers   |
| 4      | Milan Vader           | Milan Vader           | Dries De Bondt     | Frederik Wandahl | Louis Barré          | Cofidis            |
| 5      | Juan Sebastián Molano | Milan Vader           | Dries De Bondt     | Frederik Wandahl | Louis Barré          | Cofidis            |
| 6      | Olav Kooij            | Milan Vader           | Dries De Bondt     | Frederik Wandahl | Ethan Hayter         | Cofidis            |

Mannen: 2017 · 2018 · 2019 · 2020 · 2021 · 2022 · 2023 · 2024 · 2025
Vrouwen: 2017 · 2018 · 2019 · 2020 · 2021 · 2022 · 2023 · 2024 · 2025
Tour Down Under ·
Great Ocean Road Race ·
Ronde van de Verenigde Arabische Emiraten ·
Omloop Het Nieuwsblad ·
Strade Bianche ·
Parijs-Nice · 
Tirreno-Adriatico · 
Milaan-San Remo ·
Ronde van Catalonië ·
Classic Brugge-De Panne ·
E3 Saxo Bank Classic ·
Gent-Wevelgem ·
Dwars door Vlaanderen ·
Ronde van Vlaanderen ·
Ronde van het Baskenland ·
Parijs-Roubaix ·
Amstel Gold Race ·
Waalse Pijl ·
Luik-Bastenaken-Luik ·
Ronde van Romandië ·
Eschborn-Frankfurt ·
Ronde van Italië ·
Critérium du Dauphiné ·
Ronde van Zwitserland ·
Ronde van Frankrijk ·
Clásica San Sebastián ·
Ronde van Polen ·
BEMER Cyclassics ·
Renewi Tour ·
Ronde van Spanje ·
Bretagne Classic ·
GP van Quebec ·
GP van Montréal ·
Ronde van Lombardije ·
Ronde van Guangxi